# Eremias kokshaaliensis
Eremias kokshaaliensis là một loài thằn lằn trong họ Lacertidae. Loài này được Eremchenko & Panfilov miêu tả khoa học đầu tiên năm 1999.